# Davide Persico
Pour les articles homonymes, voir Persico.
Davide Persico, né le 1er avril 2001 à Cene (Lombardie), est un coureur cycliste italien.

## Biographie
Davide Persico commence le cyclisme à l'âge de six ou sept ans,. Il prend sa première licence au sein de la Società Ciclistica Gazzanighese. Sa sœur Silvia pratique elle aussi ce sport en compétition. 
En 2020, il intègre l'équipe continentale Colpack-Ballan. Bon sprinteur, il se distingue dans des courses italiennes en remportant le Circuito del Porto-Trofeo Arvedi en 2022 ou La Popolarissima en 2023. Il s'impose également à plusieurs reprises dans le calendrier amateur italien. 

## Palmarès et résultats

### Palmarès par année
- 2020
  - Targa Comune di Castelletto
  - 3e du Faenza Extragiro
- 2021
  - Coppa San Geo
  - Gran Premio della Possenta
  - Coppa Fiera di Signa
  - Gran Premio Calvatone
  - 2e du Gran Premio Sportivi Sestesi
  - 3e du Trofeo Cleto Maule
- 2022
  - Milan-Busseto
  - Circuito del Porto-Trofeo Arvedi
  - Coppa Amleto Giarola
  - 2e de la Coppa d'Inverno
  - 3e de la Coppa San Geo
  - 3e du Youngster Coast Challenge
  - 3e de Vicence-Bionde
- 2023
  - Coppa San Geo
  - La Popolarissima
  - Milan-Busseto
  - 2e étape du Tour de Vénétie amateurs
  - 3e étape du Tour d'Istanbul
  - 2e du Circuito del Porto-Trofeo Arvedi
- 2024
  - 6e étape du Tour du lac Qinghai

### Classements mondiaux
| Année                                 | 2021  | 2022 | 2023 | 2024 |
| ------------------------------------- | ----- | ---- | ---- | ---- |
| Classement mondial                    | 1988e | 866e | 799e | 609e |
| UCI Europe Tour                       | 1346e | 648e | nc   | nc   |
|                                       |       |      |      |      |
| Légende : nc = non classéSource : UCI |       |      |      |      |